# Nati nel 1939/Gennaio
| Questa pagina contiene informazioni ricavate automaticamente dalle voci biografiche con l'ausilio del template Bio e di un bot. L'aggiornamento è periodico e automatico e ricostruisce completamente la pagina. Se manca una persona in questa lista, sei pregato di non aggiungerla, ma accertati piuttosto che la sua voce biografica contenga il template Bio e che i dati anagrafici siano correttamente compilati. Se il template Bio manca, inseriscilo tu stesso o, in alternativa, metti l'avviso {{tmp\|Bio}} che ne segnala la mancanza. Se i dati riportati sono sbagliati, correggi direttamente la voce biografica; le modifiche saranno visibili in questa lista entro pochi giorni. Per chiarimenti vedi il progetto biografie. La lista contiene solo le 219 persone che sono citate nell'enciclopedia e per le quali è stato implementato correttamente il template Bio. Pagina aggiornata al 10 lug 2025. |

- 1º gennaio - Shingo Araki, animatore e character designer giapponese († 2011)
- 1º gennaio - Zoilo Domínguez, cestista argentino († 2020)
- 1º gennaio - Fritz Enskat, tuffatore tedesco († 2023)
- 1º gennaio - Ali Mahdi Mohamed, politico somalo († 2021)
- 1º gennaio - Clemente Mattei, calciatore italiano († 2024)
- 1º gennaio - Michèle Mercier, attrice francese
- 1º gennaio - Phil Read, pilota motociclistico britannico († 2022)
- 1º gennaio - Valerij Sablin, militare sovietico († 1976)
- 1º gennaio - Giuliano Spazzali, avvocato e attivista italiano
- 1º gennaio - Kazuo Tomita, ex nuotatore giapponese
- 1º gennaio - Amedeo Zini, ex pilota motociclistico italiano
- 1º gennaio - Antonio Carlos da Fontoura, regista, sceneggiatore e produttore cinematografico brasiliano
- 2 gennaio - Antonino Fava, giornalista e politico italiano
- 2 gennaio - Kay Orr, politica statunitense
- 3 gennaio - Bobby Hull, hockeista su ghiaccio e allenatore di hockey su ghiaccio canadese († 2023)
- 3 gennaio - Michel Siffre, geologo, speleologo e esploratore francese († 2024)
- 4 gennaio - Joseph Bonnel, calciatore e allenatore di calcio francese († 2018)
- 4 gennaio - Igor' Čislenko, calciatore sovietico († 1994)
- 4 gennaio - Manlio Compagno, calciatore italiano († 2020)
- 4 gennaio - Franco Grossi, ex discobolo italiano
- 4 gennaio - Jens Jørgen Hansen, calciatore danese († 2022)
- 4 gennaio - Carlos Domingos Massoni, ex cestista brasiliano
- 4 gennaio - Giovanni Pellegrino, politico, giurista e storico italiano
- 4 gennaio - Veniamin Soldatenko, marciatore sovietico († 2023)
- 5 gennaio - Alberto Chiarini, pittore italiano († 1988)
- 5 gennaio - Cláudio Coutinho, allenatore di calcio brasiliano († 1981)
- 5 gennaio - Guido Gay, ingegnere, inventore e imprenditore italiano
- 5 gennaio - Árpád Glatz, cestista e allenatore di pallacanestro ungherese († 2000)
- 5 gennaio - Guillermo Lorenzo, ex calciatore argentino
- 5 gennaio - Alfonso Milián Sorribas, vescovo cattolico spagnolo († 2020)
- 5 gennaio - Bridget Parker, cavallerizza britannica
- 6 gennaio - Samuel Bowles, economista statunitense
- 6 gennaio - Valerij Lobanovs'kyj, calciatore e allenatore di calcio sovietico († 2002)
- 6 gennaio - Henri Nallet, politico francese († 2024)
- 6 gennaio - Murray Rose, nuotatore australiano († 2012)
- 6 gennaio - Francesco Pio Tamburrino, arcivescovo cattolico italiano
- 6 gennaio - David Tracy, teologo statunitense († 2025)
- 6 gennaio - Jaroslav Walter, hockeista su ghiaccio cecoslovacco († 2014)
- 6 gennaio - Andrzej Józef Śliwiński, vescovo cattolico polacco († 2009)
- 7 gennaio - Royce D. Applegate, attore statunitense († 2003)
- 7 gennaio - Ari Clemente, ex calciatore brasiliano
- 7 gennaio - Romualdo Arppi Filho, arbitro di calcio brasiliano († 2023)
- 7 gennaio - Mario Bianchi, regista italiano († 2022)
- 7 gennaio - Michele di Grecia, nobile e scrittore greco († 2024)
- 7 gennaio - Brausch Niemann, pilota automobilistico sudafricano
- 7 gennaio - Teodoro Palacios, altista guatemalteco († 2019)
- 7 gennaio - Salvatore Pica, scrittore e gallerista italiano († 2022)
- 7 gennaio - Ivan Radulov, scacchista bulgaro
- 7 gennaio - Thomas L. Thompson, teologo statunitense
- 8 gennaio - Eugenio Antonio Benni, fumettista italiano († 2009)
- 8 gennaio - Kurt Birkle, astronomo tedesco († 2010)
- 8 gennaio - Antonio Brandoli, altista e allenatore di atletica leggera italiano († 2022)
- 8 gennaio - Kazimierz Frąckiewicz, ex calciatore e allenatore di calcio polacco
- 8 gennaio - Carolina Herrera, stilista venezuelana
- 8 gennaio - Helena Jošková, cestista cecoslovacca († 2018)
- 8 gennaio - Nanda, attrice indiana († 2015)
- 8 gennaio - Luciano Pagliaro, magistrato e giudice italiano († 2021)
- 8 gennaio - Yvon Quédec, ex calciatore francese
- 8 gennaio - Hannu Rantakari, ginnasta finlandese († 2018)
- 8 gennaio - Bob Talamini, giocatore di football americano statunitense († 2022)
- 9 gennaio - Kiko Argüello, pittore e missionario spagnolo
- 9 gennaio - Jimmy Boyd, attore e cantante statunitense († 2009)
- 9 gennaio - Lev Burčalkin, calciatore e allenatore di calcio sovietico († 2004)
- 9 gennaio - Lina Chiusso, cantante italiana († 2017)
- 9 gennaio - Denis Devaux, calciatore francese († 2025)
- 9 gennaio - Luis Llorens Soler, calciatore spagnolo († 1991)
- 9 gennaio - Carlo Morganti, ex calciatore italiano
- 9 gennaio - Bruno Stegagnini, politico e militare italiano
- 9 gennaio - Adriana Vigneri, politica italiana
- 9 gennaio - Susannah York, attrice britannica († 2011)
- 10 gennaio - David Horowitz, scrittore statunitense († 2025)
- 10 gennaio - Mario Liverani, orientalista, archeologo e storico delle religioni italiano
- 10 gennaio - Scott McKenzie, cantante statunitense († 2012)
- 10 gennaio - Sal Mineo, attore, cantante e regista teatrale statunitense († 1976)
- 10 gennaio - Edmundo Pérez Yoma, politico cileno
- 10 gennaio - Bill Toomey, ex multiplista statunitense
- 10 gennaio - Jorge Toro, calciatore cileno († 2024)
- 11 gennaio - Jean Boudehen, canoista francese († 1982)
- 11 gennaio - Alba Cardilli, doppiatrice e attrice italiana
- 11 gennaio - Tetsuya Chiba, fumettista giapponese
- 11 gennaio - Paolo Guerrini, funzionario e politico italiano
- 11 gennaio - Anne Heggtveit, ex sciatrice alpina canadese
- 11 gennaio - Nicolás Mentxaka, calciatore spagnolo († 2014)
- 11 gennaio - Ulderico Sacchella, allenatore di calcio e calciatore italiano († 1990)
- 11 gennaio - Saverio Terruso, pittore italiano († 2003)
- 12 gennaio - Louis Cance, fumettista francese († 2023)
- 12 gennaio - Giordano Cattani, ex calciatore italiano
- 12 gennaio - Gianluca Cerrina Feroni, politico e sindacalista italiano († 2014)
- 12 gennaio - Dario Crapanzano, scrittore e pubblicitario italiano († 2020)
- 12 gennaio - Amedeo Giacomini, scrittore e poeta italiano († 2006)
- 12 gennaio - Washington Poyet, cestista uruguaiano († 2007)
- 12 gennaio - Benito Urgu, cantautore, comico e cabarettista italiano
- 12 gennaio - Joachim Yhombi-Opango, politico e generale della Repubblica del Congo († 2020)
- 13 gennaio - Francesco Brusco, poeta italiano († 2023)
- 13 gennaio - Gianfranco De Laurentiis, giornalista e conduttore televisivo italiano († 2020)
- 13 gennaio - Jacek Gmoch, ex calciatore e allenatore di calcio polacco
- 13 gennaio - Cesare Maniago, ex hockeista su ghiaccio e allenatore di hockey su ghiaccio canadese
- 13 gennaio - Franco Nodari, calciatore italiano († 2015)
- 13 gennaio - André Prokovsky, ballerino, coreografo e direttore teatrale francese († 2009)
- 13 gennaio - Lorenzo Renzi, linguista e filologo italiano
- 14 gennaio - Fred Arbanas, giocatore di football americano statunitense († 2021)
- 14 gennaio - Emidio Casula, politico italiano
- 14 gennaio - Abdullahi Ibrahim, politico e avvocato nigeriano († 2021)
- 14 gennaio - Franca Sciutto, attrice italiana
- 14 gennaio - Ute Starke, ex ginnasta tedesca
- 15 gennaio - Osman Duraliev, lottatore bulgaro († 2011)
- 15 gennaio - Stephen Dwoskin, regista statunitense († 2012)
- 15 gennaio - Alejandro Gaxiola, ex nuotatore messicano
- 15 gennaio - Bjørn Hansen, allenatore di calcio e calciatore norvegese († 2018)
- 15 gennaio - Don Kojis, cestista statunitense († 2021)
- 15 gennaio - Silvano Ramaccioni, dirigente sportivo italiano
- 15 gennaio - Rosario Rivellino, allenatore di calcio e ex calciatore italiano
- 15 gennaio - Giovanni Valentini, artista italiano († 2021)
- 15 gennaio - Lucien Van Kersschaever, ex cestista e allenatore di pallacanestro belga
- 15 gennaio - Huub Zilverberg, ex ciclista su strada e pistard olandese
- 16 gennaio - Gabriel Abossolo, calciatore camerunese († 2014)
- 16 gennaio - Ralph Gibson, fotografo statunitense
- 16 gennaio - Lothar Metz, lottatore tedesco († 2021)
- 16 gennaio - Volker Spengler, attore tedesco († 2020)
- 16 gennaio - Giorgio Tinazzi, giornalista, critico cinematografico e storico del cinema italiano
- 16 gennaio - Jean Van Hamme, fumettista e scrittore belga
- 17 gennaio - Joyce Castle, mezzosoprano statunitense
- 17 gennaio - Cristodulo, arcivescovo ortodosso greco († 2008)
- 17 gennaio - Raimondo Del Balzo, regista e sceneggiatore italiano († 1995)
- 17 gennaio - George Folsey Jr., montatore e produttore cinematografico statunitense († 2024)
- 17 gennaio - Bob Giraldi, regista, sceneggiatore e produttore cinematografico statunitense
- 17 gennaio - Romano Mattè, allenatore di calcio italiano
- 17 gennaio - Niels Helveg Petersen, politico danese († 2017)
- 17 gennaio - Giacomo Rizzo, attore italiano
- 17 gennaio - Johannes von Trapp, cantante statunitense
- 18 gennaio - Giovanni Buttafava, critico cinematografico, saggista e traduttore italiano († 1990)
- 18 gennaio - Nicoletta Rizzi, attrice italiana († 2010)
- 18 gennaio - Manuel Rodríguez Araneda, allenatore di calcio e calciatore cileno († 2018)
- 18 gennaio - Tsuyoshi Yamanaka, nuotatore giapponese († 2017)
- 19 gennaio - Romano Bellissima, sindacalista italiano
- 19 gennaio - Remo Calzona, ingegnere italiano
- 19 gennaio - Anna Maria Damigella, critica d'arte, saggista e storica dell'arte italiana († 2025)
- 19 gennaio - Luigi Gastaldi, politico italiano
- 19 gennaio - Stanislav Moskvin, ex pistard sovietico
- 19 gennaio - Emilio Ratti, medico, presbitero e missionario italiano
- 20 gennaio - Rodolfo Bellini, pilota automobilistico italiano († 2006)
- 20 gennaio - Abdullah Ensour, politico giordano
- 20 gennaio - François Hamon, ciclista su strada francese
- 20 gennaio - Fabián Muñoz Centurión, calciatore paraguaiano († 2017)
- 20 gennaio - Franco Sangermano, attore teatrale italiano
- 20 gennaio - André Souvré, cestista francese († 2021)
- 21 gennaio - Edgardo Andrada, calciatore argentino († 2019)
- 21 gennaio - Maria Franca Fissolo, imprenditrice italiana
- 21 gennaio - Paul Genevay, velocista francese († 2022)
- 21 gennaio - Chiara Augusta Lainati, religiosa e latinista italiana († 2024)
- 21 gennaio - Friedel Lutz, calciatore tedesco († 2023)
- 21 gennaio - Paul McGonagle, mafioso statunitense († 1974)
- 21 gennaio - Chuck Osborne, cestista statunitense († 1979)
- 21 gennaio - Steve Paxton, ballerino e coreografo statunitense († 2024)
- 21 gennaio - Vjačeslav Platonov, allenatore di pallavolo e pallavolista sovietico († 2005)
- 21 gennaio - Tom Stith, cestista statunitense († 2010)
- 22 gennaio - Piero Brandi, pugile italiano († 2004)
- 22 gennaio - Gian Paolo Chiti, compositore e pianista italiano
- 22 gennaio - Alfredo Palacio, politico ecuadoriano († 2025)
- 22 gennaio - Ante Pletikosić, ex calciatore jugoslavo
- 22 gennaio - Luigi Simoni, calciatore, allenatore di calcio e dirigente sportivo italiano († 2020)
- 22 gennaio - Diego Zanetti, allenatore di calcio e ex calciatore italiano
- 23 gennaio - Amedeo Ambron, ex pallanuotista italiano
- 23 gennaio - Sonny Chiba, attore e artista marziale giapponese († 2021)
- 23 gennaio - Giustino Farnedi, abate, storico e archivista italiano († 2023)
- 23 gennaio - Bob Inglis, ex cestista canadese
- 23 gennaio - Sergej Georgievič Kara-Murza, chimico, storico e filosofo russo
- 23 gennaio - Vincenzo Palumbo, politico e avvocato italiano
- 23 gennaio - Edward Verne Roberts, attivista statunitense († 1995)
- 23 gennaio - Jimmy Robson, calciatore inglese († 2021)
- 23 gennaio - Alan Skirton, calciatore inglese († 2019)
- 23 gennaio - Aurel Vernescu, canoista rumeno († 2008)
- 24 gennaio - Carlos Aponte, calciatore colombiano († 2008)
- 24 gennaio - José Argüelles, scrittore e artista statunitense († 2011)
- 24 gennaio - Roberto Barzanti, politico italiano
- 24 gennaio - Renate Garisch, pesista tedesca († 2023)
- 24 gennaio - Giuseppe Ugo Rescigno, costituzionalista italiano
- 24 gennaio - Ray Stevens, cantautore, comico e produttore discografico statunitense
- 24 gennaio - Joseph Vilsmaier, direttore della fotografia, regista e produttore cinematografico tedesco († 2020)
- 24 gennaio - Helena Zvolenská, ex cestista cecoslovacca
- 25 gennaio - Carlo Cecchi, attore e regista teatrale italiano
- 25 gennaio - Giorgio Gaber, cantautore, drammaturgo e attore italiano († 2003)
- 25 gennaio - Horst Nemec, calciatore austriaco († 1984)
- 25 gennaio - Gregorio Scalise, poeta italiano († 2020)
- 26 gennaio - Brian Garfield, scrittore statunitense († 2018)
- 26 gennaio - Stefano Garroni, filosofo italiano († 2014)
- 26 gennaio - Giorgio Lattanzi, magistrato italiano
- 26 gennaio - Antonio Mota, calciatore messicano († 1986)
- 27 gennaio - Guido Neri, ex ciclista su strada italiano
- 27 gennaio - Giorgio Ramusani, ex calciatore italiano
- 27 gennaio - Giuseppe Vacca, politico, filosofo e storico italiano
- 28 gennaio - Piero Baldini, attore, regista e doppiatore italiano († 2021)
- 28 gennaio - Francesco Canella, allenatore di calcio e ex calciatore italiano
- 28 gennaio - John Fabian, ex astronauta statunitense
- 28 gennaio - Boris Khanukov, scacchista ucraino († 2023)
- 28 gennaio - Mario Masini, direttore della fotografia italiano († 2023)
- 28 gennaio - Nicola Materazzi, ingegnere italiano († 2022)
- 28 gennaio - Masashi Shiga, ex cestista giapponese
- 28 gennaio - Viktor Šustikov, ex calciatore e allenatore di calcio sovietico
- 28 gennaio - Carlos Vega, cestista messicano
- 29 gennaio - Rossella Como, attrice italiana († 1986)
- 29 gennaio - Lino De Benetti, politico italiano
- 29 gennaio - Germaine Greer, scrittrice, giornalista e anglista australiana
- 29 gennaio - Hans-Joachim Hecht, scacchista tedesco
- 29 gennaio - William Hobbs, scenografo e stuntman britannico († 2018)
- 29 gennaio - Jeanne Lee, cantante e compositrice statunitense († 2000)
- 29 gennaio - Jesús Moliné Labarta, vescovo cattolico e missionario spagnolo
- 30 gennaio - Sergio Bonassin, ex calciatore italiano
- 30 gennaio - Jovan Miladinović, calciatore jugoslavo († 1982)
- 30 gennaio - Gilberto Rodríguez Orejuela, criminale colombiano († 2022)
- 30 gennaio - Alberto Suárez Inda, cardinale e arcivescovo cattolico messicano
- 30 gennaio - Barbara Valmorin, attrice italiana († 2019)
- 30 gennaio - Frank Wolf, politico statunitense
- 30 gennaio - János Zsombolyai, direttore della fotografia, regista e sceneggiatore ungherese († 2015)
- 31 gennaio - Jerry Brudos, serial killer statunitense († 2006)
- 31 gennaio - Johnny Egan, cestista e allenatore di pallacanestro statunitense († 2022)
- 31 gennaio - Hubert Harings, ex ciclista su strada, ciclocrossista e dirigente sportivo olandese
- 31 gennaio - Leif Poulsen, allenatore di calcio e ex calciatore danese
- 31 gennaio - Juchym Škol'nykov, calciatore e allenatore di calcio ucraino († 2009)